# Ponte Cardona
Ponte Cardona faceva parte dell'acquedotto romano della Formina e nei suoi pressi cade convenzionalmente il centro geografico dell'Italia peninsulare.

## Descrizione
Ponte Cardona è uno dei quattro ponti romani che si trovano lungo il percorso dell'acquedotto della Formina.
Ad oggi la sua bellezza emerge dalla vegetazione in quanto l'acquedotto non è più utilizzato, ed è visitabile in maniera autonoma seguendo i sentieri ben tracciati recentemente nel bosco.

## Storia
È stato costruito nel I secolo d.C. in opera quadrata con blocchi di travertino per permettere all'acqua di giungere a Narni. È costituito da un solo arco a tutto sesto, che richiama lo stile dell'età augustea.

## Galleria d'immagini

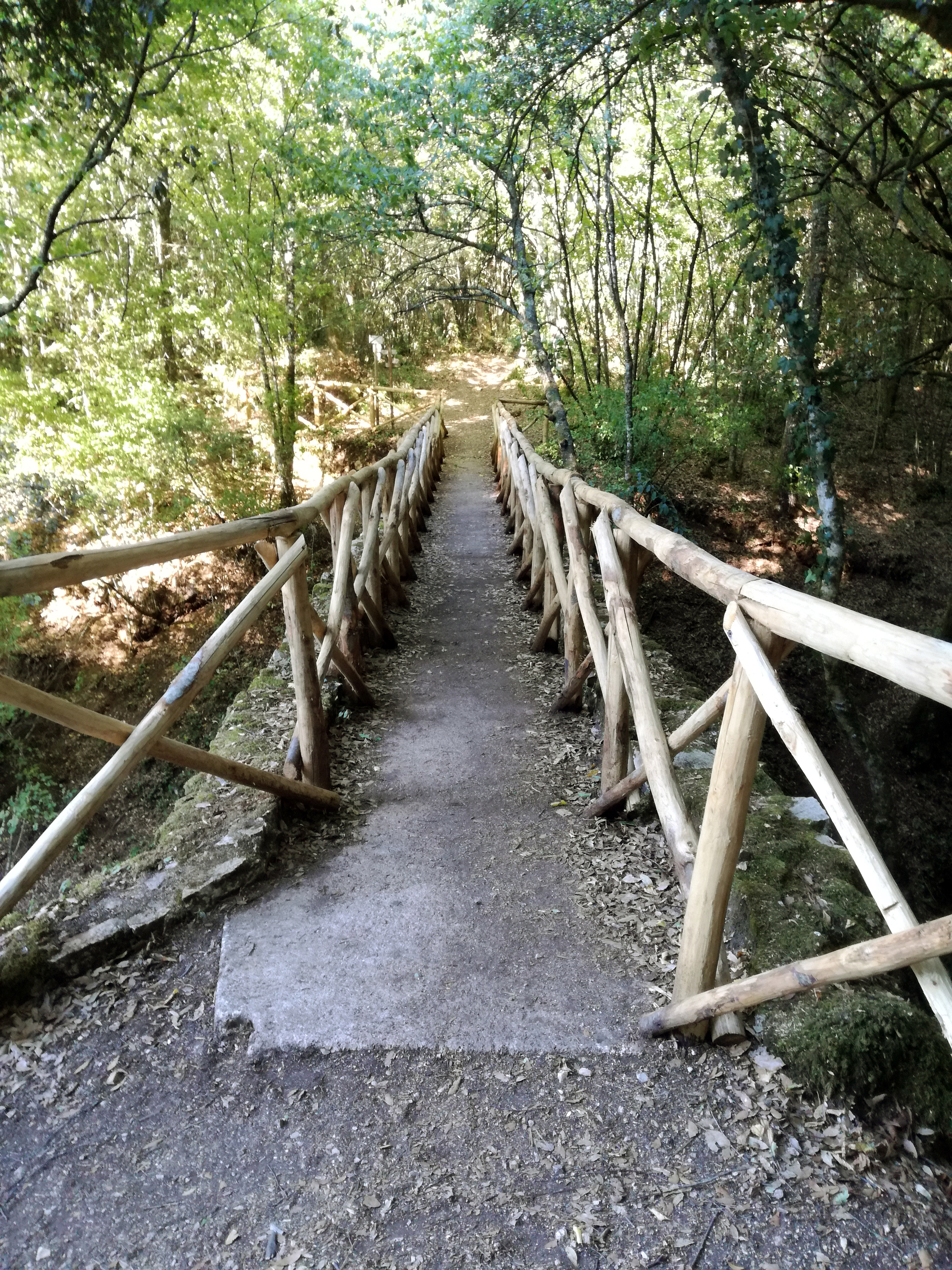
Ponte Cardona
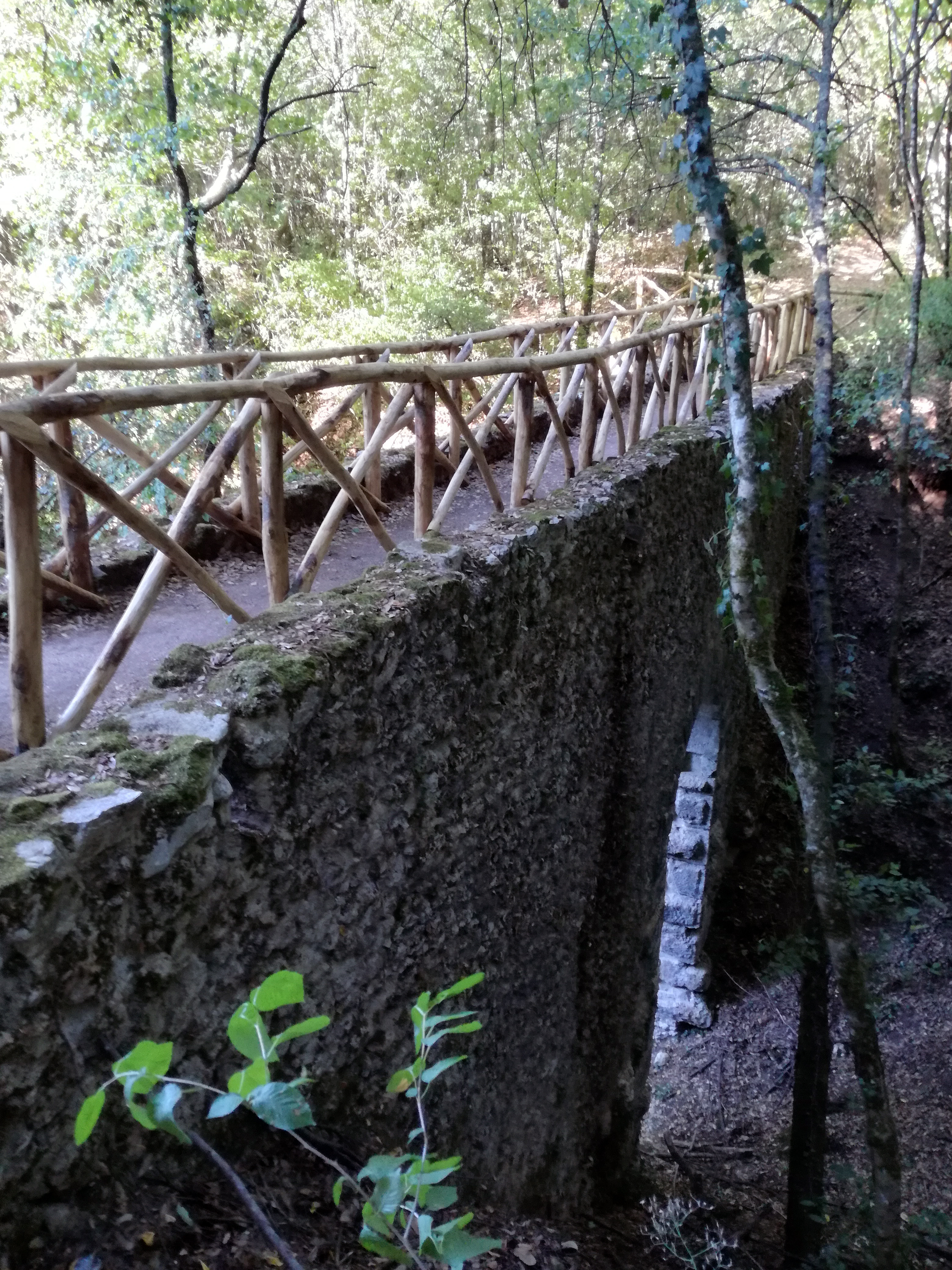
Ponte Cardona
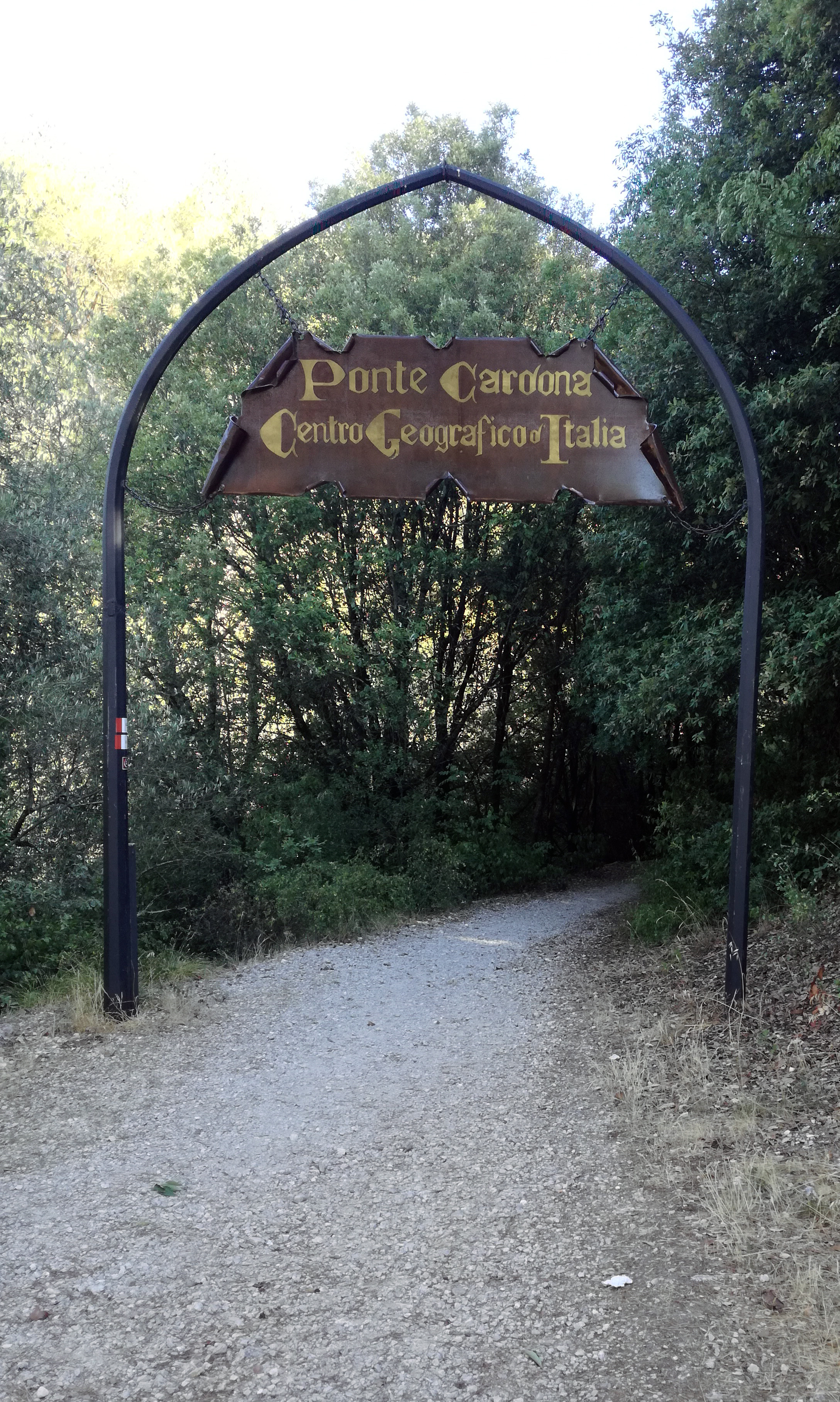
Ingresso del sentiero che porta al ponte
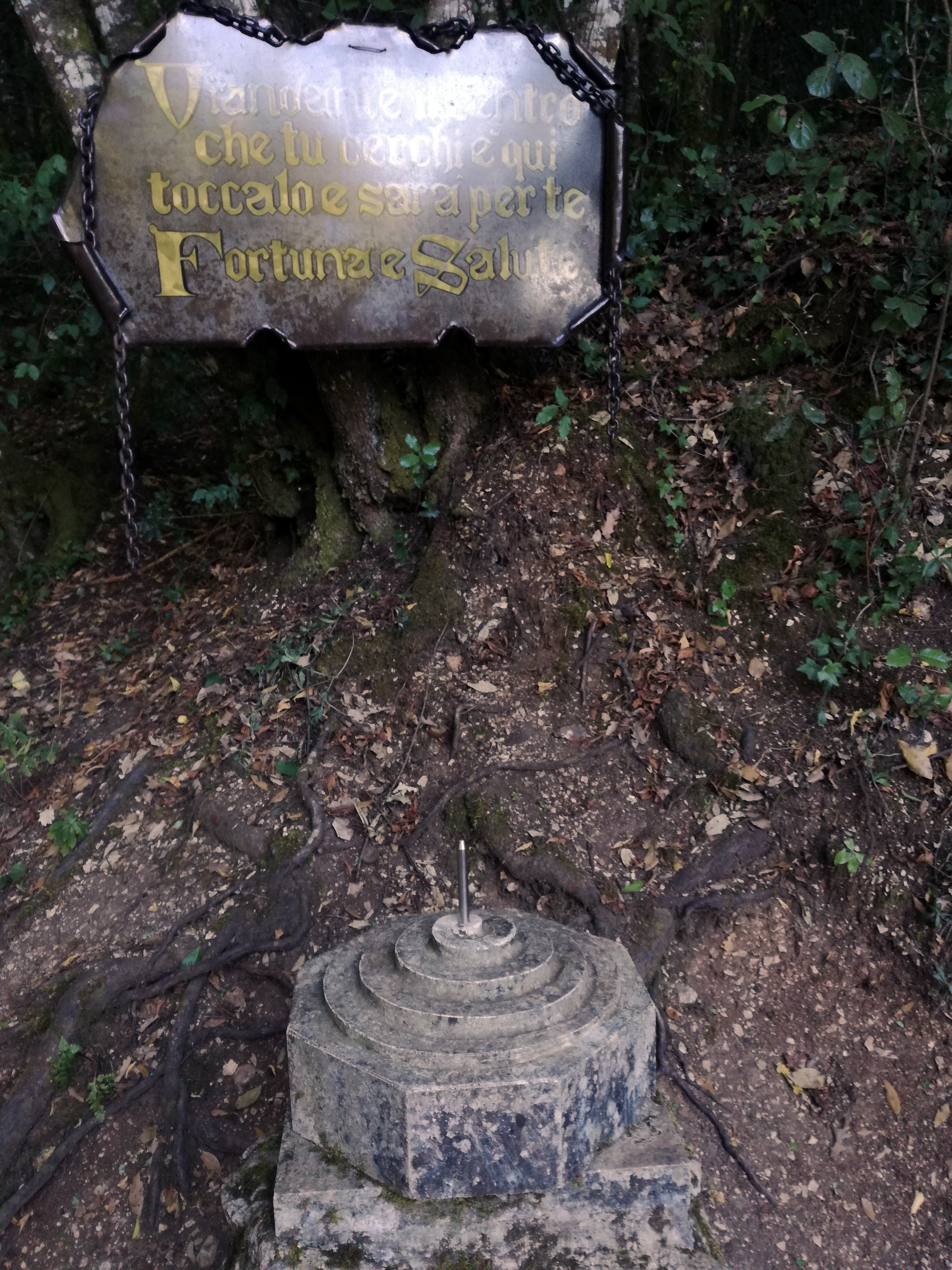
Scultura posta nel tradizionale centro geografico